# Mariangela Rebuá de Andrade Simões
 Mariangela Rebuá  ComRB (Rio de Janeiro) é uma diplomata brasileira. Atualmente, é cônsul-geral do Brasil em Montevidéu. Foi secretária adjunta da Secretaria-Geral Ibero-americana. 

## Biografia

### Carreira diplomática
Ingressou na carreira diplomática em 1981, no cargo de Terceira Secretária, após ter concluído o Curso de Preparação à Carreira de Diplomata do Instituto Rio Branco.
Ao longo de sua carreira, trabalhou com temas de meio ambiente, desenvolvimento social, direitos humanos e educação. Além disso, tem experiência em questões consulares e diálogo com as comunidades brasileiras no exterior.
Nos anos de 2001 e 2002, chefiou a Divisão de Temas Educacionais do Itamaraty. Já entre 2003 e 2007, foi chefe da Divisão de Temas Sociais. Nesse posto, foi admitida à Ordem de Rio Branco pelo presidente Luiz Inácio Lula da Silva já no grau de Comendadora ordinária.
De 2011 a 2015, foi diretora do Departamento de Energia. Foi, ainda, co-presidente da Parceria Global para Bioenergia (GBEP), iniciativa gerada inicialmente no G7.
No exterior, foi Cônsul Geral em Caracas de 2008 a 2010. Entre os anos de 2015 e 2018, foi secretária adjunta da Secretaria-Geral Ibero-americana. Atualmente, é cônsul-geral em Montevidéu.